# Bundeskriminalamt
Bundeskriminalamt (BKA) (dansk: Forbundskriminalembedet) er Tysklands føderale kriminalpoliti, der har til opgave at opklare den kriminalitet, der går på tværs af delstater. Organisatorisk hører BKA direkte under Bundesministerium des Innern. Hovedsædet er beliggende i Wiesbaden, mens der er afdelinger i Berlin, Bonn og Meckenheim. Samlet beskæftiger BKA 5.200 ansatte, hvoraf halvdelen er politifolk.   
Organisationen blev grundlagt i 1951, men blev først i 1970'erne landsdækkende. Under Horst Herolds ledelse udvikledes et datasystem med register over mistænkte.
BKA kan bedst beskrives som Tysklands pendant til amerikanske FBI. BKA har til opgave at koordinere bekæmpelsen af forbrydelser i nært samarbejde med delstaternes kriminalpoliti og efterforske særligt alvorlige sager, der bl.a. knytter sig til internatioanl terrorisme. Denne opgave fik BKA ved føderalismereformen i 2006. Konkret har BKA ansvaret for at forhindre terrorisme i de tilfælde hvor statens sikkerhed er i fare, hvor det ikke er klart hvem der har ansvaret eller hvor et land beder om assistance. Siden 2006 har BKA også haft ansvaret for den tyske antiterrordatabase. 

## Stillingsbetegnelser

### Polititjenestemænd
| Løntrin | Stillingsbetegnelse           | Tilsvarende i Danmark |
| ------- | ----------------------------- | --------------------- |
| A9      | Kriminalkommissar             | Kriminalkommissær     |
| A10     | Kriminaloberkommissar         | Kriminalkommissær     |
| A11     | Kriminalhauptkommissar        | Kriminalkommissær     |
| A12     | Kriminalhauptkommissar        | Kriminalkommissær     |
| A13     | Erster kriminalhauptkommissar | Kriminalkommissær     |

### Politiembedsmænd
| Løntrin | Stillingsbetegnelse                  | Tilsvarende i Danmark |
| ------- | ------------------------------------ | --------------------- |
| A13     | Kriminalrat                          | Vicepolitiinspektør   |
| A14     | Kriminaloberrat                      | Vicepolitiinspektør   |
| A15     | Kriminaldirektor                     | Vicepolitiinspektør   |
| A16     | Leitender Kriminaldirektor           | Politiinspektør       |
| B4      | Erster Direktor                      | Chefpolitiinspektør   |
| B6      | Vizepräsident beim Bundeskriminalamt | Politidirektør        |
| B9      | Präsident beim Bundeskriminalamt     | Rigspolitichef        |